# Günther Wassilowsky
Günther Wassilowsky (* 29. März 1968 in Hechingen) ist ein deutscher Kirchenhistoriker. Er ist Professor für Historische Theologie am Zentralinstitut für Katholische Theologie der Humboldt-Universität zu Berlin, dessen Geschäftsführender Direktor er seit 2023 ist.

## Leben
Günther Wassilowsky studierte von 1990 bis 1996 Theologie, Geschichte und Germanistik an der Albert-Ludwigs-Universität Freiburg und an der Päpstlichen Universität Gregoriana in Rom. 1996 schloss er sein Studium mit einem Diplom in Katholischer Theologie ab. Daran anschließend war er von 1997 bis 1999 als Religionslehrer am Gymnasium am Romäusring in Villingen und am Kepler-Gymnasium in Freiburg tätig. Er wurde 2001 mit einer Arbeit über den Beitrag Karl Rahners zum Zweiten Vatikanischen Konzil beim Dogmatiker Peter Walter zum Dr. theol. promoviert. Er war von 1993 bis 2000 Stipendiat in der Grund- und Promotionsförderung der Bischöflichen Studienförderung Cusanuswerk.
Am Erbacher Hof, der Akademie des Bistums Mainz, war er von 2001 bis 2003 Studienleiter. Als wissenschaftlicher Mitarbeiter und Leiter des Teilprojektes „Päpstliches Zeremoniell in der Frühen Neuzeit“ forschte er von 2004 bis 2007 im Münsteraner Sonderforschungsbereich „Symbolische Kommunikation und gesellschaftliche Wertesysteme“. 2007 habilitierte er sich an der Westfälischen Wilhelms-Universität Münster bei Hubert Wolf. Er erhielt die Venia legendi für das Fach Mittlere und Neuere Kirchengeschichte und war 2007/08 Akademischer Oberrat an der Katholisch-Theologischen Fakultät Münster.
Wassilowsky hatte Professuren für Kirchengeschichte an der Katholischen Privat-Universität Linz (2008–2014), der Leopold-Franzens-Universität Innsbruck (2014–2016) und der Goethe-Universität Frankfurt am Main (2016–2020) inne. Im März 2020 übernahm er den Lehrstuhl für Historische Theologie (IKT) am neu gegründeten Zentralinstitut für Katholische Theologie der Humboldt-Universität zu Berlin. Seit 2023 ist er Geschäftsführender Direktor dieses Instituts.  
Wassilowsky lebt in Berlin und Rom.

## Wirken
Eines der Hauptlehr- und Forschungsgebiete von Wassilowsky ist das II. Vatikanische Konzil. Im Rahmen einer Hermeneutik des Konzils schließt er sich maßgeblich Giuseppe Alberigo an, der den Begriff des Konzils als „Ereignis“ geprägt hat. Demgemäß ist es zum Verständnis des II. Vatikanums notwendig, nicht nur die verabschiedeten Konzilsdokumente zur Kenntnis zu nehmen, sondern das gesamte Ereignis vor den Endtexten zu rekonstruieren und für die Interpretation heranzuziehen. Wassilowsky, der auch die beiden letzten Bände der „Geschichte des Zweiten Vatikanischen Konzils“ von Alberigo in deutscher Übersetzung herausgegeben hat, hat diesen Ansatz erweitert, indem er auch alle symbolischen Kommunikationen des II. Vatikanums mit einbezieht. Er nennt das Konzil ein „Symbolereignis“.
In seinen kirchenhistorischen Forschungen verfolgt Wassilowsky einen kulturwissenschaftlichen Ansatz. Dieser lässt sich von der Frage leiten, wie „Menschen in den verschiedenen Epochen der Kirchengeschichte ihre religiösen Deutungen von Gott und Welt in Zeichenhandlungen zum Ausdruck brachten“.
Diesen dezidiert kulturwissenschaftlichen Zugang wendet Wassilowsky insbesondere in seinem zweiten großen Forschungsfeld, der frühneuzeitlichen Katholizismus-, Papst- und Romgeschichte, an. Im Zentrum vieler Arbeiten stehen deswegen die symbolischen Praktiken, Rituale, Inszenierungen und Mythen historischer Akteure. Aber nicht nur offensichtliche Symbolhandlungen werden hinsichtlich ihrer Bedeutung, Deutung und Geschichtsmächtigkeit untersucht. Ausgehend von der These, dass jede menschliche Handlung immer auch eine symbolische Dimension aufweist und solch symbolisches Handeln fundamental strukturbildend wirkt, soll ganz grundsätzlich eine neue Form kirchlicher Institutionengeschichte geschrieben und klassische kirchenhistorische Gegenstände mit den Analyseinstrumentarien der Kulturgeschichte auf neue Weise bearbeitet werden.
Bislang hat Wassilowsky diese Art von „Kirchengeschichte als Symbolgeschichte“ auf folgenden vier Forschungsfeldern erprobt:
- Geschichte des Papsttums und Roms in Renaissance und Früher Neuzeit – Inszenierungen, Zeremonien, Rituale, Bildpraktiken, theologische Normen
- Ereignis- und Wirkungsgeschichte des Konzils von Trient (1545–63) und des II. Vatikanischen Konzils (1962–65) – Konzilien als performative Handlungsräume
- Kirchliche Personal- und Sachentscheidungen – Symbolizität technischer Verfahren
- Katholische Konfessionskultur – Symbolverständnisse und Ritualpraktiken[5]

Im akademischen Jahr 2018/19 wurde Günther Wassilowsky als Fellow an das Wissenschaftskolleg zu Berlin berufen und forschte dort zum Thema „Stadt der Gnade. Theologie und Kultur im frühneuzeitlichen Rom“. Er untersuchte, inwiefern administrative und soziale Gnadenpraktiken in Verbindung mit der zeitgenössischen Gnadentheologie eine Rolle in der Kultur der Stadt Rom als einem „Symbol einer spezifischen theologischen Anthropologie“ spielten. In diesem Zusammenhang entstand das Buch Gnade im Werk Michelangelos, in dem Wassilowsky das Werk dieses Künstlers in das Feld der Religionsgeschichte Italiens im 16. Jahrhundert einordnet und Michelangelo als Anhänger der italienischen Reformbewegung des Evangelismus interpretiert, die sich – wie Wassilowsky nachweist – gnadentheologisch von der deutschen Reformation in wesentlichen Punkten unterschied.
Im September 2019 wurde er zum Vorsitzenden der Gesellschaft zur Herausgabe des Corpus Catholicorum gewählt. Wassilowsky ist Mitglied zahlreicher wissenschaftlicher Vereinigungen und Beiräte. Er gibt u. a. die wissenschaftlichen Reihen Päpste und Papsttum und Reformationsgeschichtliche Studien und Texte heraus und gehört zu den Herausgebern von renommierten Zeitschriften wie der Römischen Quartalschrift für Christliche Altertumskunde und Kirchengeschichte oder der Zeitschrift für Kirchengeschichte.

## Auszeichnungen
- Karl-Rahner-Preis für theologische Forschung (2001)[8]

## Schriften

### Monographien
- Universales Heilssakrament Kirche. Karl Rahners Beitrag zur Ekklesiologie des II. Vatikanums (= Innsbrucker Theologische Studien. Band 59). Innsbruck 2001.
- Die Konklavereform Gregors XV. (1621/22). Wertekonflikte, symbolische Inszenierung und Verfahrenswandel im posttridentinischen Papsttum (= Päpste und Papsttum. Band 38). Stuttgart 2010.
- Gnade im Werk Michelangelos (Katholisches Leben und Kirchenreform im Zeitalter der Glaubensspaltung. Band 81). Münster 2023, ISBN 978-3-402-11103-1

### Herausgeberschaften
- Zweites Vatikanum – Vergessene Anstöße, gegenwärtige Fortschreibungen (= Quaestiones Disputatae. Band 207). Freiburg 2004.
- mit Hubert Wolf: Werte und Symbole im frühneuzeitlichen Rom (= Symbolische Kommunikation und gesellschaftliche Wertesysteme. Schriftenreihe des Sonderforschungsbereiches 496. Band 11). Münster 2005.
- mit Giuseppe Alberigo: Geschichte des Zweiten Vatikanischen Konzils (1959–1965). Band IV: Die Kirche als Gemeinschaft, September 1964 – September 1965. Grünewald, Mainz / Peeters, Leuven 2006, ISBN 3-7867-2526-8.
- mit Giuseppe Alberigo: Geschichte des Zweiten Vatikanischen Konzils (1959–1965). Band V: Ein Konzil des Übergangs, September – Dezember 1965. Grünewald, Ostfildern / Peeters, Leuven 2008, ISBN 978-3-7867-2639-5.
- mit Hubert Wolf: Päpstliches Zeremoniell in der Frühen Neuzeit. Das Diarium des Zeremonienmeisters Paolo Alaleone de Branca während des Pontifikats Gregors XV. (1621–1623) (= Symbolische Kommunikation und gesellschaftliche Wertesysteme. Schriftenreihe des Sonderforschungsbereichs 496, Band 20). Münster 2007.
- mit Christoph Dartmann und Thomas Weller: Technik und Symbolik vormoderner Wahlverfahren (= Historische Zeitschrift. Beihefte. Band 52). München 2010.
- Karl Rahner: Das Zweite Vatikanum. Beiträge zum Konzil und seiner Interpretation. Bearbeitet von Günther Wassilowsky (= Sämtliche Werke, Band 21/1 und 21/2). Freiburg 2013.
- mit Andreas Merkt und Gregor Wurst: Reformen in der Kirche. Historische Perspektiven (= Quaestiones Disputatae Band 260). Freiburg 2014.
- mit Peter Walter: Das Konzil von Trient und die katholische Konfessionskultur (1563–2013). Wissenschaftliches Symposium aus Anlass des 450. Jahrestages des Abschlusses des Konzils von Trient, Freiburg i. Br. 18.–21. September 2013 (= Reformationsgeschichtliche Studien und Texte Band 163). Münster 2016.